# アノンシスト賞
アノンシスト賞（アノンシストしょう）とは、JNN・JRN系列局（幹事局はそれぞれTBSテレビとTBSラジオ）に勤務するアナウンサーから、毎年優秀なアナウンサーに与えられる賞である。ちなみに、「アノンシスト」とは、エスペラント語で「アナウンサー」を意味するアノンツィスト（anoncisto）に由来する。

## 概要
JNN・JRN系列各局のアナウンサーの資質の向上を目的に、1976年から創設。現在は、以下に挙げる7部門ごとに最優秀賞と優秀賞を決めたうえで、各部門の最優秀賞受賞者からグランダ・プレミオ（大賞）を選出する。ラジオ関連の部門については、JNN以外のテレビネットワークに加盟しているテレビ・ラジオ兼営局のアナウンサー、NRNとのクロスネットによるラジオ単営局に所属するアナウンサー、グループ会社による運営でJRNに加盟しているラジオ単営局制作の番組へ出演したテレビ単営局所属のアナウンサーも審査の対象に含めている（詳細後述）。
実際には、前年度（2020年審査の第45回の場合には2019年度）のアナウンスメントや活動を対象に、JNN・JRN系列各局から推薦されたアナウンサーを「北海道・東北」「関東・甲信越・静岡」「近畿・中部・北陸」「中国・四国」「九州・沖縄」というブロック（地区）別に審査（審査会の幹事をブロック内の系列局が持ち回りで担当）。各ブロックの審査会で最優秀賞・新人奨励賞に選ばれたアナウンサーを対象に、TBSテレビ本社での全国審査（例年は5月に開催）を経て、部門別の優秀賞・最優秀賞と特別賞（新人奨励賞・活動部門賞）を決定する。例年は受賞者を6月に発表するが、最優秀賞の受賞者にグランダ・プレミオの該当者がいない場合にはグランダ・プレミオを選出しない。
全国審査会での受賞者（複数名の共同活動や部署単位で受賞した場合には代表者）が一堂に会して東京都内で開かれる表彰式は、所属局を越えたアナウンサーの意見交換の場にもなっている。第45回では、審査年の2020年初頭から日本国内で新型コロナウイルスへの感染が拡大している影響で、全国審査会で決まった受賞者を例年より遅い時期（同年10月）に発表。また、表彰式の開催が見送られた。2021年、2022年も新型コロナウイルス感染症の流行が収束していないため、表彰式をオンライン上で開催したが、その後の状況の変化を受け、2023年からは参加人数を絞った上で対面による表彰式が再開された。

## 部門
- テレビ「読み・ナレーション」部門
- テレビ「フリートーク」部門
- テレビ「スポーツ実況」部門
- ラジオ「読み・ナレーション」部門
- ラジオ「フリートーク」部門
- ラジオ「スポーツ実況」部門
- 「CM」部門　 - 上位3作品に出演したアナウンサー全員へ、最優秀賞に相当する「優秀賞」を授与。

以上の部門以外に、特別賞として「活動部門賞」と「新人奨励賞」がある。2018年度の第44回審査から創設された「新人奨励賞」では、JNN・JRN加盟局への勤続3年目未満のアナウンサーを対象に審査する。

### 審査の対象に関する規定
テレビ関連の部門では、以下のJRN加盟局に勤務するアナウンサーを審査の対象に含めていない。
- 中波（AM）放送とFM補完（ワイドFM）放送のサービスを県域単位で提供しているが、（JNNへの加盟局を含めた）テレビ単営局の番組や活動に対して、所属のアナウンサーを（業務出向などの形態で）定期的に派遣していないラジオ単営局。
  - ラジオ福島・和歌山放送
- テレビ・ラジオ兼営局のうち、ラジオ放送部門がJRNに加盟する一方で、テレビ放送部門がTBS→TBSテレビの系列に属していない局。
  - テレビ放送部門がNNSとNNN（日本テレビ系列）に加盟：青森放送・秋田放送・山形放送・山梨放送・北日本放送・西日本放送・四国放送・南海放送・高知放送・山口放送
    - 上記の局に勤務するアナウンサーが勤務局でテレビ放送部門が制作する番組へ出演していた場合には、当該番組をNNSアナウンス大賞「テレビ部門」の地域ブロック審査会へ推薦できるようになっている。ちなみに、NNSアナウンス大賞でも「ラジオ部門」を設けていて、上記の兼営10局、後述する福井放送、STVラジオ（NRNシングルネット局）およびアール・エフ・ラジオ日本（日本テレビ放送網の関連会社である独立放送局）のアナウンサーが出演したラジオ番組を年度別に審査している。
    - 香川県高松市に本社を置く西日本放送（RNC）では、テレビ放送部門の放送対象地域（同県と岡山県の全域に当たる「岡高地区」）がRSK山陽放送（岡山市に本社を置くJNN・JRN加盟のテレビ・ラジオ兼営局でかつての社名は山陽放送）と重複する一方で、ラジオ放送部門の放送対象地域が同県内に限られている。このような事情から、1997年9月4日まではRNCのラジオ放送部門がNRN、RSKの同部門（本来の放送対象地域は岡山県内のみ）がJRNに単独で加盟していた。ただし、両部門とも翌5日からJRN／NRNのクロスネットへ移行したため、RNCはアノンシスト賞にも第22回（1996年度）からテレビ関連以外の部門で参加できるようになった。

  - テレビ放送部門がNNS・NNNとANN（テレビ朝日系列）に加盟：福井放送
    - 福井放送のアナウンサーがテレビ放送部門制作の番組へ出演していた場合には、NNSアナウンス大賞中部ブロックの「テレビ部門」審査会や、ANNアナウンサー賞の全国審査会へ当該番組を推薦できるようになっている。

ラジオ放送部門がJRNに加盟していたテレビ・ラジオ兼営局（毎日放送の旧法人および東京放送・朝日放送・中部日本放送）からテレビ放送部門とテレビ放送免許を承継したグループ会社（毎日放送の新法人およびTBSテレビ・朝日放送テレビ・CBCテレビ）に勤務するアナウンサーが、ラジオ放送部門・ラジオ放送免許・JRNへの加盟資格を承継したグループ会社（TBSラジオ・MBSラジオ・朝日放送ラジオ・CBCラジオ）で放送される番組やCM（作品）に業務出向扱いで出演していた場合には、当該作品をテレビ関連以外の部門の審査会へ推薦できる。
- 朝日放送テレビはラジオとの兼営局（旧法人である朝日放送のテレビ放送部門）時代の1975年3月30日まで「TBS系列（当時）の準基幹局」としてJNNに加盟していたが、毎日放送（旧法人）とのネットチェンジ（同月31日）以降は、ANNへ加盟するとともに「日本教育テレビ（現在のテレビ朝日）系列の準基幹局」という役割を担っている。旧法人のラジオ放送部門（2018年度以降は朝日放送ラジオ）はネットチェンジ後もJRNへの加盟を続けているため、旧法人（2017年度まで）→朝日放送テレビ（2018年度以降）所属のアナウンサーについては、旧法人のラジオ放送部門→朝日放送ラジオで流れる番組やCMへ出演していた場合に限って上記の審査規定が適用されている。

## 過去の受賞者
- 最優秀賞受賞者は太字、グランダ・プレミオ受賞者は☆、受賞者の勤務局・局名は受賞時点で記載。
- 実際には審査部門の名称・対象が数度にわたって変更されているため、受賞者については便宜上、同じ部門で審査していた期間を基準に紹介。

### 第1回（1975年度） -  第4回（1978年度）
| 回数               | テレビ番組 | テレビ番組 | テレビCM | テレビCM | ラジオ番組 | ラジオ番組 | ラジオCM | ラジオCM |
| ------------------ | --- | --- | --- | --- | --- | --- | --- | --- |
| 第1回 （1975年度） | 渡辺謙太郎☆ （東京放送） 室井清司 （中国放送） 杉崎祥子 （東北放送） 日比英一 （中部日本放送） 水野雅央 （RKB毎日放送） | 渡辺謙太郎☆ （東京放送） 室井清司 （中国放送） 杉崎祥子 （東北放送） 日比英一 （中部日本放送） 水野雅央 （RKB毎日放送） | 國本良博・池谷正子 （静岡放送） 河辺邦博・西条幸子 （岩手放送） 牧野宏 （北陸放送） 宇治郷公子 （山陽放送） 泊洋子 （南日本放送） | 國本良博・池谷正子 （静岡放送） 河辺邦博・西条幸子 （岩手放送） 牧野宏 （北陸放送） 宇治郷公子 （山陽放送） 泊洋子 （南日本放送） | 河野英雄 （長崎放送） 河原多恵子 （北海道放送） 大沢悠里 （東京放送） 岩崎宗幸・村崎昭子 （北陸放送） 曽我泰朗 （南海放送）                   | 河野英雄 （長崎放送） 河原多恵子 （北海道放送） 大沢悠里 （東京放送） 岩崎宗幸・村崎昭子 （北陸放送） 曽我泰朗 （南海放送）                   | 小澤達雄 （南日本放送） 大塚富夫 （岩手放送） 金井秀一・岩崎信子 （信越放送） 工藤順雄 （福井放送） 井上凱文 （山陽放送）                      | 小澤達雄 （南日本放送） 大塚富夫 （岩手放送） 金井秀一・岩崎信子 （信越放送） 工藤順雄 （福井放送） 井上凱文 （山陽放送）                      |
| 第2回 （1976年度） | 木林淳寛 （熊本放送） 安藤千鶴子 （北海道放送） 石川顯 （東京放送） 高村昭 （毎日放送） 井上凱文 （山陽放送）           | 木林淳寛 （熊本放送） 安藤千鶴子 （北海道放送） 石川顯 （東京放送） 高村昭 （毎日放送） 井上凱文 （山陽放送）           | 佐藤則幸・小原葉子 （北海道放送） 北見裕子 （新潟放送） 岩佐志津 （山陽放送） 松村啓子 （RKB毎日放送）                            | 佐藤則幸・小原葉子 （北海道放送） 北見裕子 （新潟放送） 岩佐志津 （山陽放送） 松村啓子 （RKB毎日放送）                            | 植草貞夫☆ （朝日放送） 榎本勝起 （東京放送） 古池常泰 （山形放送） 羽原好恵 （中国放送） 太田寿恵男 （長崎放送）                              | 植草貞夫☆ （朝日放送） 榎本勝起 （東京放送） 古池常泰 （山形放送） 羽原好恵 （中国放送） 太田寿恵男 （長崎放送）                              | 田村英一 （北海道放送） 久保山国幸・山越勝久 （信越放送） 三久保角男・多田成男 （中部日本放送） 井上凱文 （山陽放送） 隈部崇之 （RKB毎日放送） | 田村英一 （北海道放送） 久保山国幸・山越勝久 （信越放送） 三久保角男・多田成男 （中部日本放送） 井上凱文 （山陽放送） 隈部崇之 （RKB毎日放送） |
| 第3回 （1977年度） | 阿部洋子 （毎日放送） 尾藤光子 （北海道放送） 鈴木昭儀 （静岡放送） 松嶋信之 （山陽放送）                               | 阿部洋子 （毎日放送） 尾藤光子 （北海道放送） 鈴木昭儀 （静岡放送） 松嶋信之 （山陽放送）                               | 井上凱文 （山陽放送） 林文映 （信越放送） 楠和夫 （北陸放送） 村山直美 （南日本放送）                                             | 井上凱文 （山陽放送） 林文映 （信越放送） 楠和夫 （北陸放送） 村山直美 （南日本放送）                                             | 生野文治☆ （RKB毎日放送） 岩崎信子 （信越放送） 大塚富夫 （岩手放送） 小堀勝啓 （中部日本放送） 井上凱文 （山陽放送） 小澤達雄 （南日本放送） | 生野文治☆ （RKB毎日放送） 岩崎信子 （信越放送） 大塚富夫 （岩手放送） 小堀勝啓 （中部日本放送） 井上凱文 （山陽放送） 小澤達雄 （南日本放送） | 金親顕男 （新潟放送） 緒方一英 （ラジオ福島） 工藤順雄 （福井放送） 浜家輝雄 （山陽放送） 古川貴美子 （長崎放送）                              | 金親顕男 （新潟放送） 緒方一英 （ラジオ福島） 工藤順雄 （福井放送） 浜家輝雄 （山陽放送） 古川貴美子 （長崎放送）                              |
| 第4回 （1978年度） | 久米宏☆ （東京放送） 船坂徐郭 （東北放送） 牧野宏 （北陸放送） 渡辺昇治 （山陰放送） 河野英雄 （長崎放送）              | 久米宏☆ （東京放送） 船坂徐郭 （東北放送） 牧野宏 （北陸放送） 渡辺昇治 （山陰放送） 河野英雄 （長崎放送）              | 富地扶喜子 （北陸放送） 那須重信 （信越放送） 下村峰子 （山陽放送） 篠崎和子 （熊本放送）                                         | 富地扶喜子 （北陸放送） 那須重信 （信越放送） 下村峰子 （山陽放送） 篠崎和子 （熊本放送）                                         | 香川忠孝 （南海放送） 宮田藤子 （岩手放送） 荻島正己 （静岡放送） 乾龍介 （朝日放送） 副島孝一 （熊本放送）                                   | 香川忠孝 （南海放送） 宮田藤子 （岩手放送） 荻島正己 （静岡放送） 乾龍介 （朝日放送） 副島孝一 （熊本放送）                                   | 中村靖国・斎藤千恵子 （新潟放送） 表茂子 （北海道放送） 坂本登志子 （毎日放送） 富田裕 （南海放送） 山野真里 （南日本放送）                    | 中村靖国・斎藤千恵子 （新潟放送） 表茂子 （北海道放送） 坂本登志子 （毎日放送） 富田裕 （南海放送） 山野真里 （南日本放送）                    |

### 第5回（1979年度） -  第12回（1986年度）
| 回数                | テレビ番組 | テレビ番組 | テレビCM | テレビCM | ラジオ番組 | ラジオ番組 | ラジオCM | ラジオCM | 称揚 |
| ------------------- | --- | --- | --- | --- | --- | --- | --- | --- | --- |
| 第5回 （1979年度）  | 水谷勝海 （毎日放送：「特別賞」） 吉岡徹也 （東北放送） 鈴木昭儀 （静岡放送） 松嶋信之 （山陽放送）                                                        | 水谷勝海 （毎日放送：「特別賞」） 吉岡徹也 （東北放送） 鈴木昭儀 （静岡放送） 松嶋信之 （山陽放送）                                                        | 吉弘知代 （新潟放送） 角谷敏朗・中村緑 （山陰放送） 植田美千代 （南日本放送）                                                            | 吉弘知代 （新潟放送） 角谷敏朗・中村緑 （山陰放送） 植田美千代 （南日本放送）                                                            | 新屋敷二幸☆ （琉球放送） 道上洋三 （朝日放送） 岡崎トミ子 （東北放送） 山越勝久 （信越放送） 浜家輝雄・新堀祥子 （山陽放送） 藤川和子 （大分放送） | 新屋敷二幸☆ （琉球放送） 道上洋三 （朝日放送） 岡崎トミ子 （東北放送） 山越勝久 （信越放送） 浜家輝雄・新堀祥子 （山陽放送） 藤川和子 （大分放送） | 荒川強啓 （山形放送） 大塚浩・小原三永子 （新潟放送） 高梨欣也 （毎日放送） 煙石博 （中国放送） 吉富堅二郎・平野早苗 （宮崎放送）                                    | 荒川強啓 （山形放送） 大塚浩・小原三永子 （新潟放送） 高梨欣也 （毎日放送） 煙石博 （中国放送） 吉富堅二郎・平野早苗 （宮崎放送）                                    | 天野清子 （東北放送） ケッタウェイズ （静岡放送） 桑原貞己 （福井放送） 俵三恵 （中国放送） 熊本放送 （アナウンス部）           |
| 第6回 （1980年度）  | 野村啓司 （毎日放送） 小野祐子 （東北放送） 松野輝洋 （静岡放送） 岩根宏行 （山陽放送） 佐々木真美 （大分放送）                                            | 野村啓司 （毎日放送） 小野祐子 （東北放送） 松野輝洋 （静岡放送） 岩根宏行 （山陽放送） 佐々木真美 （大分放送）                                            | 二見いすず （南日本放送） 田村貴子 （岩手放送） 山中景子 （新潟放送） 稲葉弘子 （中部日本放送） 角谷敏朗・林緑 （山陰放送）              | 二見いすず （南日本放送） 田村貴子 （岩手放送） 山中景子 （新潟放送） 稲葉弘子 （中部日本放送） 角谷敏朗・林緑 （山陰放送）              | 山原玲子 （中国放送） 前田正二 （岩手放送） 小島一慶 （東京放送） 阪本時彦 （毎日放送） 野川眞理 （RKB毎日放送）                                   | 山原玲子 （中国放送） 前田正二 （岩手放送） 小島一慶 （東京放送） 阪本時彦 （毎日放送） 野川眞理 （RKB毎日放送）                                   | 古川廣生 （南日本放送） 安藤勲 （山形放送） 若林洋子 （新潟放送） 工藤順雄・谷戸礼子 （福井放送） 岡本和夫 （四国放送）                                              | 古川廣生 （南日本放送） 安藤勲 （山形放送） 若林洋子 （新潟放送） 工藤順雄・谷戸礼子 （福井放送） 岡本和夫 （四国放送）                                              | 西條幸子 （岩手放送） 那須重信・丸山憲司 （信越放送） 朝日放送 （アナウンス部） 曽我泰朗 （南海放送） 長崎放送 （放送部）       |
| 第7回 （1981年度）  | 石井智☆ （東京放送） 岩田雅人 （福島テレビ） 日比英一 （中部日本放送） 岩根宏行 （山陽放送） 友利妙子・箕田和男 （琉球放送）                               | 石井智☆ （東京放送） 岩田雅人 （福島テレビ） 日比英一 （中部日本放送） 岩根宏行 （山陽放送） 友利妙子・箕田和男 （琉球放送）                               | 左相明子 （信越放送） 菅原真寿美 （秋田放送） 藤尾めぐみ （中国放送） 宮原悦子 （南日本放送）                                            | 左相明子 （信越放送） 菅原真寿美 （秋田放送） 藤尾めぐみ （中国放送） 宮原悦子 （南日本放送）                                            | 桝井論平 （東京放送） 安田立和 （東北放送） 近藤光史 （毎日放送） 谷水万里子 （南海放送） 山懸由美子 （南日本放送）                                | 桝井論平 （東京放送） 安田立和 （東北放送） 近藤光史 （毎日放送） 谷水万里子 （南海放送） 山懸由美子 （南日本放送）                                | 西村敏雄・植木伴子 （大分放送） 高橋厚 （東北放送） 池葉宏・小島京子 （新潟放送） 清田精二 （福井放送） 太田雅仁・田岡正子 （山陽放送）                              | 西村敏雄・植木伴子 （大分放送） 高橋厚 （東北放送） 池葉宏・小島京子 （新潟放送） 清田精二 （福井放送） 太田雅仁・田岡正子 （山陽放送）                              | 菅原真寿美 （秋田放送） 信越放送 （アナウンス部） 吉田智子 （毎日放送） 中国放送 （アナウンス部） 木田俔子 （大分放送）         |
| 第8回 （1982年度）  | 中西一清 （RKB毎日放送） 小原忍 （北海道放送） 松野輝洋 （静岡放送） 栗原康朗 （山陰放送）                                                                 | 中西一清 （RKB毎日放送） 小原忍 （北海道放送） 松野輝洋 （静岡放送） 栗原康朗 （山陰放送）                                                                 | 古川廣生☆・宮原悦子☆ （南日本放送） 佐藤春雄 （秋田放送） 久保山国幸 （信越放送） 星野圭子 （北陸放送） 滝沢忠孝 （山陽放送）            | 古川廣生☆・宮原悦子☆ （南日本放送） 佐藤春雄 （秋田放送） 久保山国幸 （信越放送） 星野圭子 （北陸放送） 滝沢忠孝 （山陽放送）            | 入江治美 （RKB毎日放送） 福井弘文 （東北放送） 大塚浩 （新潟放送） 蜂谷薫 （毎日放送） 加藤万里子 （中国放送）                                     | 入江治美 （RKB毎日放送） 福井弘文 （東北放送） 大塚浩 （新潟放送） 蜂谷薫 （毎日放送） 加藤万里子 （中国放送）                                     | 古川廣生 （南日本放送） 高橋和子 （東北放送） 鈴木昭儀 （静岡放送） 石田万里子 （新潟放送） 角谷敏朗・荒井由岐子 （山陰放送）                                        | 古川廣生 （南日本放送） 高橋和子 （東北放送） 鈴木昭儀 （静岡放送） 石田万里子 （新潟放送） 角谷敏朗・荒井由岐子 （山陰放送）                                        | 宮田藤子・前田正二 （岩手放送） 篠原美保 （信越放送） 保持卓一郎 （南海放送） 崎山律子 （琉球放送）                             |
| 第9回 （1983年度）  | 多田護 （東京放送） 桜井宏 （北海道放送） 角淳一 （毎日放送） 浜家輝雄 （山陽放送） 宮原悦子 （南日本放送）                                                | 多田護 （東京放送） 桜井宏 （北海道放送） 角淳一 （毎日放送） 浜家輝雄 （山陽放送） 宮原悦子 （南日本放送）                                                | 田村英一・蓙彩子 （北海道放送） 鈴木馨・前川乃利子 （新潟放送） 足立久美子 （北陸放送） 垂井佳子 （山陽放送） 山中多恵美 （RKB毎日放送） | 田村英一・蓙彩子 （北海道放送） 鈴木馨・前川乃利子 （新潟放送） 足立久美子 （北陸放送） 垂井佳子 （山陽放送） 山中多恵美 （RKB毎日放送） | 山田二郎☆ （東京放送） 船坂徐郭 （東北放送） 松ヶ崎敬子 （中部日本放送） 門田秀広 （南海放送） 二見いすず （南日本放送）                           | 山田二郎☆ （東京放送） 船坂徐郭 （東北放送） 松ヶ崎敬子 （中部日本放送） 門田秀広 （南海放送） 二見いすず （南日本放送）                           | 藤本永治・斎藤努・ 茂木栗子（毎日放送） 小国みゆき （山形放送） 國本良博 （静岡放送） 松沢はつみ・門田秀広 （南海放送） 山懸由美子 （南日本放送）                    | 藤本永治・斎藤努・ 茂木栗子（毎日放送） 小国みゆき （山形放送） 國本良博 （静岡放送） 松沢はつみ・門田秀広 （南海放送） 山懸由美子 （南日本放送）                    | 秋田放送 （アナウンス部） 今村政司 （静岡放送） 古賀良彦 （中部日本放送） 渡辺護 （高知放送） 横山欣司 （南日本放送）           |
| 第10回 （1984年度） | 『あどりぶランド』内の企画 「新札vs旧札」出演者☆ （毎日放送） 堀江順子 （東北放送） 那須重信 （信越放送） 浅井満里子 （中国放送） 松村啓子 （RKB毎日放送） | 『あどりぶランド』内の企画 「新札vs旧札」出演者☆ （毎日放送） 堀江順子 （東北放送） 那須重信 （信越放送） 浅井満里子 （中国放送） 松村啓子 （RKB毎日放送） | 小野沢裕子 （新潟放送） 藤沢智子 （東北放送） 清水裕子 （北陸放送） 垂井佳子 （山陽放送） 山中多恵美 （RKB毎日放送）                     | 小野沢裕子 （新潟放送） 藤沢智子 （東北放送） 清水裕子 （北陸放送） 垂井佳子 （山陽放送） 山中多恵美 （RKB毎日放送）                     | 成瀬経男 （山陰放送） 依本悟 （秋田放送） 郷隆志 （静岡放送） 近藤光史 （毎日放送） 平野妙子 （長崎放送）                                          | 成瀬経男 （山陰放送） 依本悟 （秋田放送） 郷隆志 （静岡放送） 近藤光史 （毎日放送） 平野妙子 （長崎放送）                                          | 宮原悦子 （南日本放送） 林京子 （ラジオ福島） 鍵冨徹・増山由美子 （新潟放送） 谷戸礼子 （福井放送） 石田好伸 （山陽放送）                                            | 宮原悦子 （南日本放送） 林京子 （ラジオ福島） 鍵冨徹・増山由美子 （新潟放送） 谷戸礼子 （福井放送） 石田好伸 （山陽放送）                                            | 大和田新 （ラジオ福島） 東京放送 （朗読勉強会） 加百正志 （和歌山放送） 田中和彦 （南海放送） 待鳥健次 （長崎放送）             |
| 第11回 （1985年度） | 三久保角男・伊藤和子 （中部日本放送） 安田立和 （東北放送） 生島博 （東京放送） 滝沢忠孝・上山みさ子 （山陽放送） 采野吉洋 （南日本放送）                  | 三久保角男・伊藤和子 （中部日本放送） 安田立和 （東北放送） 生島博 （東京放送） 滝沢忠孝・上山みさ子 （山陽放送） 采野吉洋 （南日本放送）                  | 伊藤充 （新潟放送） 菊池幸見 （岩手放送） 板倉俊彦 （毎日放送） 垂井佳子 （山陽放送） 片岡昭 （熊本放送）                                | 伊藤充 （新潟放送） 菊池幸見 （岩手放送） 板倉俊彦 （毎日放送） 垂井佳子 （山陽放送） 片岡昭 （熊本放送）                                | 松下賢次 （東京放送） 高荒葵 （東北放送） 武周雄 （朝日放送） 戒田節子 （南海放送） 斎藤誠一 （熊本放送）                                          | 松下賢次 （東京放送） 高荒葵 （東北放送） 武周雄 （朝日放送） 戒田節子 （南海放送） 斎藤誠一 （熊本放送）                                          | 近藤光史・斎藤努・ 水野晶子（毎日放送） 鎌田昭一 （秋田放送） 堀内由香 （信越放送） 保持卓一郎 （南海放送） 二子石隆一・畑智恵子・ 斎藤誠一・宮本真理子 （熊本放送） | 近藤光史・斎藤努・ 水野晶子（毎日放送） 鎌田昭一 （秋田放送） 堀内由香 （信越放送） 保持卓一郎 （南海放送） 二子石隆一・畑智恵子・ 斎藤誠一・宮本真理子 （熊本放送） | 北海道放送 （アナウンス部） 久保田泰雄 （信越放送） 朝日放送 （アナウンス部） 中国放送 （アナウンス部） 有馬孝栄 （南日本放送） |
| 第12回 （1986年度） | 高村昭・高梨欣也・ 蜂谷薫・斎藤努 （毎日放送） 野宮範子 （北海道放送） 小柳実 （新潟放送） 松嶋信之 （山陽放送） 安田瑞代 （RKB毎日放送）                  | 高村昭・高梨欣也・ 蜂谷薫・斎藤努 （毎日放送） 野宮範子 （北海道放送） 小柳実 （新潟放送） 松嶋信之 （山陽放送） 安田瑞代 （RKB毎日放送）                  | 大久保真弓 （北海道放送） 増山由美子 （新潟放送） 黒川博子 （山陽放送） 安藤豊・入江治美 （RKB毎日放送）                                 | 大久保真弓 （北海道放送） 増山由美子 （新潟放送） 黒川博子 （山陽放送） 安藤豊・入江治美 （RKB毎日放送）                                 | 斎藤千恵子 （新潟放送） 火煙雅之 （東北放送） 三久美千子 （和歌山放送） 井上凱文 （山陽放送） 長田新 （宮崎放送）                                  | 斎藤千恵子 （新潟放送） 火煙雅之 （東北放送） 三久美千子 （和歌山放送） 井上凱文 （山陽放送） 長田新 （宮崎放送）                                  | 中松禎夫 （南日本放送） 田村英一 （北海道放送） 渡辺文雄・町井孝子 （信越放送） 西川章久 （北陸放送） 渡部晃治・荒井由岐子 （山陰放送）                              | 中松禎夫 （南日本放送） 田村英一 （北海道放送） 渡辺文雄・町井孝子 （信越放送） 西川章久 （北陸放送） 渡部晃治・荒井由岐子 （山陰放送）                              | 河原多恵子 （北海道放送） 郷隆志 （静岡放送） 北陸放送 （アナウンス部） 武知邦明 （四国放送） 福島長治 （長崎放送）             |

### 第13回（1987年度） -  第18回（1992年度）
| 回数                | テレビ番組 | テレビ番組 | テレビCM・ テレビショッピング番組 | テレビCM・ テレビショッピング番組 | ラジオ番組 | ラジオ番組 | ラジオCM・ ラジオショッピング番組 | ラジオCM・ ラジオショッピング番組 | 称揚 |
| ------------------- | --- | --- | --- | --- | --- | --- | --- | --- | --- |
| 第13回 （1987年度） | 松野輝洋 （静岡放送） 澤田佳美 （テレビユー福島） 子守康範・三上智恵 （毎日放送） 本名正憲 （中国放送） 古山和子 （RKB毎日放送）                                   | 松野輝洋 （静岡放送） 澤田佳美 （テレビユー福島） 子守康範・三上智恵 （毎日放送） 本名正憲 （中国放送） 古山和子 （RKB毎日放送）                                   | 菅原牧子 （東京放送） 大塚富夫 （岩手放送） 足立久美子 （北陸放送） 藤尾めぐみ （中国放送） 古賀和子 （RKB毎日放送）                                                      | 菅原牧子 （東京放送） 大塚富夫 （岩手放送） 足立久美子 （北陸放送） 藤尾めぐみ （中国放送） 古賀和子 （RKB毎日放送）                                                      | 戒田節子 （南海放送） 大和田新 （ラジオ福島） 桐本幸子 （東京放送） 小田川和彦 （和歌山放送） 安達まみ （大分放送）                     | 戒田節子 （南海放送） 大和田新 （ラジオ福島） 桐本幸子 （東京放送） 小田川和彦 （和歌山放送） 安達まみ （大分放送）                     | 高荒葵・鈴木俊光 （東北放送） 高坂元巳・中岡みち （新潟放送） 鳴尾健 （福井放送） 岡本和夫 （四国放送） 植田美千代 （南日本放送）                       | 高荒葵・鈴木俊光 （東北放送） 高坂元巳・中岡みち （新潟放送） 鳴尾健 （福井放送） 岡本和夫 （四国放送） 植田美千代 （南日本放送）                       | 大高智佳子 （岩手放送） 小松明美 （山梨放送） 南海放送 （アナウンス部） 千綾奉文 （大分放送） 熊本放送 （アナウンス部）                                                                            |
| 第14回 （1988年度） | 相馬知美 （静岡放送） 岡田範子 （北海道放送） 野村啓司・三上智恵 （毎日放送） 石田好伸 （山陽放送） 金城まり子 （琉球放送）                                        | 相馬知美 （静岡放送） 岡田範子 （北海道放送） 野村啓司・三上智恵 （毎日放送） 石田好伸 （山陽放送） 金城まり子 （琉球放送）                                        | 桐生郁子 （中部日本放送） 佐藤則幸 （北海道放送） 杉山明子・大塚浩 （新潟放送） 柳卓 （琉球放送）                                                                         | 桐生郁子 （中部日本放送） 佐藤則幸 （北海道放送） 杉山明子・大塚浩 （新潟放送） 柳卓 （琉球放送）                                                                         | 宇野淑子☆ （東京放送） 村井裕子 （北海道放送） 柏木宏之 （毎日放送） 森脇螢司 （山陽放送） 柳卓 （琉球放送）                            | 宇野淑子☆ （東京放送） 村井裕子 （北海道放送） 柏木宏之 （毎日放送） 森脇螢司 （山陽放送） 柳卓 （琉球放送）                            | 中尾俊直 （山陽放送） 藤沢智子 （東北放送） 石塚かおり・河内潤一 （新潟放送） 緒方憲吾・高梨欣也 （毎日放送） 藤原一彦 （南日本放送）                   | 中尾俊直 （山陽放送） 藤沢智子 （東北放送） 石塚かおり・河内潤一 （新潟放送） 緒方憲吾・高梨欣也 （毎日放送） 藤原一彦 （南日本放送）                   | 吉岡徹也 （東北放送） 静岡放送 （アナウンス部） 北陸放送 （アナウンス部） 南海放送 （放送部） 仲地昌京 （琉球放送）                                                                                |
| 第15回 （1989年度） | 村井裕子 （北海道放送） 鈴木通代 （静岡放送） 小堀勝啓 （中部日本放送） 煙石博 （中国放送） 永田啓子 （RKB毎日放送）                                               | 村井裕子 （北海道放送） 鈴木通代 （静岡放送） 小堀勝啓 （中部日本放送） 煙石博 （中国放送） 永田啓子 （RKB毎日放送）                                               | 戸田信子 （岩手放送） 西沢透・堀内由香 （信越放送） 久村和子 （テレビ山口） 古川廣生 （南日本放送）                                                                       | 戸田信子 （岩手放送） 西沢透・堀内由香 （信越放送） 久村和子 （テレビ山口） 古川廣生 （南日本放送）                                                                       | 井上光央☆ （毎日放送） 清原幸枝 （山形放送） 渡辺文雄 （信越放送） 岩根宏之・平松由美 （山陽放送） 清原憲一 （熊本放送）                | 井上光央☆ （毎日放送） 清原幸枝 （山形放送） 渡辺文雄 （信越放送） 岩根宏之・平松由美 （山陽放送） 清原憲一 （熊本放送）                | 川上政行 （宮崎放送） 鈴木俊光 （東北放送） 野口雅子 （東京放送） 川西清平 （和歌山放送） 板井文昭 （山陰放送）                                         | 川上政行 （宮崎放送） 鈴木俊光 （東北放送） 野口雅子 （東京放送） 川西清平 （和歌山放送） 板井文昭 （山陰放送）                                         | 小野忠一郎 （東北放送） 鈴木如巳・木曽美雪 （静岡放送） 毎日放送 （アナウンサー室有志） 平井理弘 （高知放送）                                                                                      |
| 第16回 （1990年度） | 鈴木順☆ （東京放送） 堀内哲也 （信越放送） 中部日本放送 （アナウンス部） 若山昌子・島森則夫 （北海道放送） 川上由香 （山陽放送） 平松誠四郎・塚田恵子 （長崎放送） | 鈴木順☆ （東京放送） 堀内哲也 （信越放送） 中部日本放送 （アナウンス部） 若山昌子・島森則夫 （北海道放送） 川上由香 （山陽放送） 平松誠四郎・塚田恵子 （長崎放送） | 船越ゆかり （北海道放送） 久保正彰 （信越放送） 大園康志 （中部日本放送） 山本佑輔 （テレビ高知） 伊藤佳子 （宮崎放送）                                                   | 船越ゆかり （北海道放送） 久保正彰 （信越放送） 大園康志 （中部日本放送） 山本佑輔 （テレビ高知） 伊藤佳子 （宮崎放送）                                                   | 佐藤則幸・村上亜希子 （北海道放送） 渡辺和俊 （和歌山放送） 滝沢忠孝 （山陽放送） 琉球放送 （アナウンサー一同）                         | 佐藤則幸・村上亜希子 （北海道放送） 渡辺和俊 （和歌山放送） 滝沢忠孝 （山陽放送） 琉球放送 （アナウンサー一同）                         | 加藤康裕・岩城潤子 （毎日放送） 高荒葵・鈴木俊光・ 吉岡徹也（東北放送） 鍵冨徹・白田彰子 （新潟放送） 荒井由岐子 （山陰放送） 山崎典子 （南日本放送）   | 加藤康裕・岩城潤子 （毎日放送） 高荒葵・鈴木俊光・ 吉岡徹也（東北放送） 鍵冨徹・白田彰子 （新潟放送） 荒井由岐子 （山陰放送） 山崎典子 （南日本放送）   | 青森放送 （放送部） 静岡放送 （アナウンス部） 菅原牧子 （東京放送） 伊藤和子 （中部日本放送） 橋本雅明 （中国放送） 東治男 （宮崎放送） 藤原一彦 （南日本放送）                                    |
| 第17回 （1991年度） | 小堀勝啓 （中部日本放送） 田村英一 （北海道放送） 長峰由紀 （東京放送） 浜家輝雄 （山陽放送） 植田美千代 （南日本放送）                                            | 小堀勝啓 （中部日本放送） 田村英一 （北海道放送） 長峰由紀 （東京放送） 浜家輝雄 （山陽放送） 植田美千代 （南日本放送）                                            | 藤本永治・野村啓司・ 高井美紀・亀井希生 （毎日放送） 船越ゆかり （北海道放送） 渡辺菜穂子 （新潟放送） 井上凱文 （山陽放送） 城光寺剛・稗田尚子・ 桐山隆（南日本放送）    | 藤本永治・野村啓司・ 高井美紀・亀井希生 （毎日放送） 船越ゆかり （北海道放送） 渡辺菜穂子 （新潟放送） 井上凱文 （山陽放送） 城光寺剛・稗田尚子・ 桐山隆（南日本放送）    | 椎野茂 （東京放送） 入江治美 （RKB毎日放送） 住田英仁 （山形放送） 子守康範 （毎日放送） 細川葉子 （高知放送）                          | 椎野茂 （東京放送） 入江治美 （RKB毎日放送） 住田英仁 （山形放送） 子守康範 （毎日放送） 細川葉子 （高知放送）                          | 高坂元巳 （新潟放送） 鈴木敏弘 （ラジオ福島） 小川孝夫 （和歌山放送） 戒田節子 （南海放送） 采野吉洋 （南日本放送）                                     | 高坂元巳 （新潟放送） 鈴木敏弘 （ラジオ福島） 小川孝夫 （和歌山放送） 戒田節子 （南海放送） 采野吉洋 （南日本放送）                                     | |
| 第18回 （1992年度） | 松下賢次 （東京放送） 島森則夫・渡辺陽子・ 山崎英樹（北海道放送） 井上光央・田丸一男・ 馬野雅行（毎日放送） 本名正憲 （中国放送） 竹矢宣子 （宮崎放送）            | 松下賢次 （東京放送） 島森則夫・渡辺陽子・ 山崎英樹（北海道放送） 井上光央・田丸一男・ 馬野雅行（毎日放送） 本名正憲 （中国放送） 竹矢宣子 （宮崎放送）            | 流王満美子 （山陽放送） 松永俊之・山田頼子 （北海道放送） 坂橋克明・藤森さつき （信越放送） 藤本永治・増田一樹・ 加藤康裕（毎日放送） 植田美千代・采野吉洋 （南日本放送） | 流王満美子 （山陽放送） 松永俊之・山田頼子 （北海道放送） 坂橋克明・藤森さつき （信越放送） 藤本永治・増田一樹・ 加藤康裕（毎日放送） 植田美千代・采野吉洋 （南日本放送） | 加藤万里子 （中国放送） 河辺邦博 （岩手放送） 鍵冨徹・白田彰子 （新潟放送） 中部日本放送 （アナウンサー一同） 長曽我部桂子 （熊本放送） | 加藤万里子 （中国放送） 河辺邦博 （岩手放送） 鍵冨徹・白田彰子 （新潟放送） 中部日本放送 （アナウンサー一同） 長曽我部桂子 （熊本放送） | 関岡香・加藤康裕 （毎日放送） 菅原真寿美・丹内百子・ 柳沼慎一（秋田放送） 浅川初美 （山梨放送） 角谷敏郎・荒井由岐子 （山陰放送） 清原憲一 （熊本放送） | 関岡香・加藤康裕 （毎日放送） 菅原真寿美・丹内百子・ 柳沼慎一（秋田放送） 浅川初美 （山梨放送） 角谷敏郎・荒井由岐子 （山陰放送） 清原憲一 （熊本放送） | 青森放送 （放送部） 沢木久雄 （静岡放送） 中部日本放送 （アナウンス部） 北陸放送 （アナウンス部） 吉田智子 （毎日放送） テレビ山口 （アナウンス部） 浜田妙子 （山陰放送） 水野雅央 （RKB毎日放送） |

### 第19回（1993年度） -  第24回（1998年度）
| 回数                | テレビ番組 | テレビ番組 | テレビCM | テレビCM | ラジオ番組 | ラジオ番組 | ラジオCM | ラジオCM | 称揚 |
| ------------------- | --- | --- | --- | --- | --- | --- | --- | --- | --- |
| 第19回 （1993年度） | 植田美千代 （南日本放送） 石川太郎 （東北放送） 岡田浩一 （テレビ山梨） 中部日本放送 （アナウンス部） 山本昭 （中国放送）                                               | 植田美千代 （南日本放送） 石川太郎 （東北放送） 岡田浩一 （テレビ山梨） 中部日本放送 （アナウンス部） 山本昭 （中国放送）                                               | 関知子 （宮崎放送） 斉藤さゆり （岩手放送） 久保正彰 （信越放送） 草柳伸一・阿部恵 （中部日本放送） 新井伸子 （山陽放送）                                              | 関知子 （宮崎放送） 斉藤さゆり （岩手放送） 久保正彰 （信越放送） 草柳伸一・阿部恵 （中部日本放送） 新井伸子 （山陽放送）                                              | 菅原牧子 （東京放送） 大竹辰也 （青森放送） 和沙哲郎 （朝日放送） 保岡栄二 （四国放送） 長曽我部桂子 （熊本放送）                                                       | 菅原牧子 （東京放送） 大竹辰也 （青森放送） 和沙哲郎 （朝日放送） 保岡栄二 （四国放送） 長曽我部桂子 （熊本放送）                                                       | 鈴木俊光 （東北放送） 長峰由紀・浦口直樹・ 岡崎潤司（東京放送） 西川彰久 （北陸放送） 小西啓介 （中国放送） 大村由紀子 （RKB毎日放送）                                       | 鈴木俊光 （東北放送） 長峰由紀・浦口直樹・ 岡崎潤司（東京放送） 西川彰久 （北陸放送） 小西啓介 （中国放送） 大村由紀子 （RKB毎日放送）                                       | 北海道放送 （アナウンス部） 信越放送 （アナウンス部） 八田静輔 （北陸放送） テレビ高知 （アナウンスグループ） 南日本放送 （放送制作部 アナウンサー一同） |
| 第20回 （1994年度） | 亀井希生 （毎日放送） 藤沢智子 （東北放送） 小林豊 （東京放送） 本名正憲 （中国放送） 澄本禎子 （南日本放送）                                                           | 亀井希生 （毎日放送） 藤沢智子 （東北放送） 小林豊 （東京放送） 本名正憲 （中国放送） 澄本禎子 （南日本放送）                                                           | 江守美加子・阿部育子・ 内田朱美・高橋直美・ 佐藤康夫（テレビ山梨） 中野文恵 （東北放送） 財目かおり （北陸放送） 横山雄二 （中国放送） 平野賢・工藤真由美 （大分放送） | 江守美加子・阿部育子・ 内田朱美・高橋直美・ 佐藤康夫（テレビ山梨） 中野文恵 （東北放送） 財目かおり （北陸放送） 横山雄二 （中国放送） 平野賢・工藤真由美 （大分放送） | 宇都宮民 （南海放送） 河原多恵子 （北海道放送） 沢木久男 （静岡放送） 後藤紀夫 （中部日本放送） 寄川淑仔 （長崎放送）                                                   | 宇都宮民 （南海放送） 河原多恵子 （北海道放送） 沢木久男 （静岡放送） 後藤紀夫 （中部日本放送） 寄川淑仔 （長崎放送）                                                   | 増山由美子 （新潟放送） 菊池幸見・水越かおる （岩手放送） 子守康範・関岡香 （毎日放送） 浜田妙子・角谷敏郎 （山陰放送） 清原憲一 （熊本放送）                                | 増山由美子 （新潟放送） 菊池幸見・水越かおる （岩手放送） 子守康範・関岡香 （毎日放送） 浜田妙子・角谷敏郎 （山陰放送） 清原憲一 （熊本放送）                                | 前田正二・大塚富夫 （岩手放送） 井上寿美枝ほか6名 （福井放送） 橋本裕之ほか5名 （中国放送） 藤原倫子 （高知放送） 大分放送 （アナウンス部） |
| 第21回 （1995年度） | 野村啓司 （毎日放送） 堀江順子 （東北放送） 佐々木理恵 （信越放送） 松嶋信之 （山陽放送） 茅野正昌 （RKB毎日放送）                                                      | 野村啓司 （毎日放送） 堀江順子 （東北放送） 佐々木理恵 （信越放送） 松嶋信之 （山陽放送） 茅野正昌 （RKB毎日放送）                                                      | 小林豊・小島慶子 （東京放送） 船越ゆかり （北海道放送） 三澤肇 （毎日放送） 左尾惠子 （山陽放送） 斉藤絹子・田中みずき・ 梁井久美（RKB毎日放送）                       | 小林豊・小島慶子 （東京放送） 船越ゆかり （北海道放送） 三澤肇 （毎日放送） 左尾惠子 （山陽放送） 斉藤絹子・田中みずき・ 梁井久美（RKB毎日放送）                       | 船坂徐郭 （東北放送） 長峰由紀 （東京放送） 大園康志・多田成男・ 中橋かおり（中部日本放送） 寺尾英子 （南海放送） 塚田惠子 （長崎放送）                                 | 船坂徐郭 （東北放送） 長峰由紀 （東京放送） 大園康志・多田成男・ 中橋かおり（中部日本放送） 寺尾英子 （南海放送） 塚田惠子 （長崎放送）                                 | 上野知子 （南日本放送） 秋山裕靖 （山形放送） 向井政生 （東京放送） 松原宏樹・堀江政生・ 中濱葉月（朝日放送） 早田和泰・近藤季樹・ 竹中聡美・遠藤寛子・ 篠田和之（山陽放送） | 上野知子 （南日本放送） 秋山裕靖 （山形放送） 向井政生 （東京放送） 松原宏樹・堀江政生・ 中濱葉月（朝日放送） 早田和泰・近藤季樹・ 竹中聡美・遠藤寛子・ 篠田和之（山陽放送） | 菊池幸見 （IBC岩手放送） 山中景子 （新潟放送） 上坂典子 （北陸放送） 橋本雅明 （中国放送） 琉球放送（放送部 アナウンス制作班 「選考委員会特別表彰」〉 毎日放送 （アナウンサー室） 中部日本放送 （アナウンス部） 北陸放送 （アナウンス部） 山陽放送 （アナウンス部） 中国放送 （アナウンス部） |
| 第22回 （1996年度） | 渡辺真理☆ （東京放送） 阿部恵 （中部日本放送） 鈴木恵子 （東北放送） 早田和泰 （山陽放送） 采野吉洋 （南日本放送）                                                      | 渡辺真理☆ （東京放送） 阿部恵 （中部日本放送） 鈴木恵子 （東北放送） 早田和泰 （山陽放送） 采野吉洋 （南日本放送）                                                      | 忽前直子 （新潟放送） 北海道放送 （アナウンス部） 信越放送 （アナウンス部） 後藤紀夫 （中部日本放送） 井尾義信 （中国放送）                                            | 忽前直子 （新潟放送） 北海道放送 （アナウンス部） 信越放送 （アナウンス部） 後藤紀夫 （中部日本放送） 井尾義信 （中国放送）                                            | 伊藤圭介・大石岳志 （静岡放送） 藪淳一 （北海道放送） 渡辺美香 （中部日本放送） 煙石博・桑原しおり （中国放送） 坂田周大・中西一清・ 坂口卓司・龍山康朗 （RKB毎日放送） | 伊藤圭介・大石岳志 （静岡放送） 藪淳一 （北海道放送） 渡辺美香 （中部日本放送） 煙石博・桑原しおり （中国放送） 坂田周大・中西一清・ 坂口卓司・龍山康朗 （RKB毎日放送） | 関岡香・加藤康裕 （毎日放送） 船越ゆかり・坂上隆志 （北海道放送） 林美雄 （東京放送） 細川葉子 （高知放送） 清原憲一 （熊本放送）                                            | 関岡香・加藤康裕 （毎日放送） 船越ゆかり・坂上隆志 （北海道放送） 林美雄 （東京放送） 細川葉子 （高知放送） 清原憲一 （熊本放送）                                            | |
| 第23回 （1997年度） | 佐古忠彦☆ （東京放送） 櫻澤信司 （中部日本放送） 石川太郎 （東北放送） 安田瑞代・斎藤絹子・ 小泉大・服部義夫・ 龍山康朗・植草朋樹 （RKB毎日放送） 青山高治 （中国放送） | 佐古忠彦☆ （東京放送） 櫻澤信司 （中部日本放送） 石川太郎 （東北放送） 安田瑞代・斎藤絹子・ 小泉大・服部義夫・ 龍山康朗・植草朋樹 （RKB毎日放送） 青山高治 （中国放送） | 菅谷朋代・丸山隆之 （南日本放送） 松本はるな （静岡放送） 大月勇 （毎日放送） 横山雄二 （中国放送） 松本美貴 （IBC岩手放送）                                           | 菅谷朋代・丸山隆之 （南日本放送） 松本はるな （静岡放送） 大月勇 （毎日放送） 横山雄二 （中国放送） 松本美貴 （IBC岩手放送）                                           | 植田美千代 （南日本放送） 大柴堅志・西川紀代美 （山梨放送） 早田和泰・東川都 （山陽放送） 加瀬征弘 （朝日放送） 大塚富夫 （IBC岩手放送）                                | 植田美千代 （南日本放送） 大柴堅志・西川紀代美 （山梨放送） 早田和泰・東川都 （山陽放送） 加瀬征弘 （朝日放送） 大塚富夫 （IBC岩手放送）                                | 田村英一 （北海道放送） 采野吉洋 （南日本放送） 阿部由紀子 （和歌山放送） 鈴木昭儀 （静岡放送） 大橋里美・高畑誠・ 米沢秀敏（山陽放送）                                      | 田村英一 （北海道放送） 采野吉洋 （南日本放送） 阿部由紀子 （和歌山放送） 鈴木昭儀 （静岡放送） 大橋里美・高畑誠・ 米沢秀敏（山陽放送）                                      | IBC岩手放送 （アナウンスセンター） 東京放送（スポーツ アナウンサーグループ） 角野達洋・河内孝博 （北陸放送） 松嶋信之 （山陽放送） 上野知子 （南日本放送） |
| 第24回 （1998年度） | 中村秀昭☆ （東京放送） 火煙雅之 （東北放送） 荒井幸子 （チューリップテレビ） 森下真由美 （山陽放送） 熊切秀昭 （長崎放送）                                              | 中村秀昭☆ （東京放送） 火煙雅之 （東北放送） 荒井幸子 （チューリップテレビ） 森下真由美 （山陽放送） 熊切秀昭 （長崎放送）                                              | 大塚富夫 （IBC岩手放送） 野路毅彦・橋本奈都江 （静岡放送） 大橋麻美子 （中部日本放送） 青山高治 （中国放送） 木村和也 （熊本放送）                                     | 大塚富夫 （IBC岩手放送） 野路毅彦・橋本奈都江 （静岡放送） 大橋麻美子 （中部日本放送） 青山高治 （中国放送） 木村和也 （熊本放送）                                     | 井上凱文・本田祐美 （山陽放送） 佐藤修 （東北放送） 石塚かおり （新潟放送） 美藤啓文 （毎日放送） 上野知子 （南日本放送）                                               | 井上凱文・本田祐美 （山陽放送） 佐藤修 （東北放送） 石塚かおり （新潟放送） 美藤啓文 （毎日放送） 上野知子 （南日本放送）                                               | 戸石伸泰・中村智子・ 清水次郎（朝日放送） 山崎英樹・加藤雅章 （北海道放送） 堀井美香 （東京放送） 谷口篤史 （山陽放送） 塚田恵子 （長崎放送）                                | 戸石伸泰・中村智子・ 清水次郎（朝日放送） 山崎英樹・加藤雅章 （北海道放送） 堀井美香 （東京放送） 谷口篤史 （山陽放送） 塚田恵子 （長崎放送）                                | 鏡田辰也 （ラジオ福島） 静岡放送 アナウンス部員 （郷隆志などの共同作業） 渡辺剛士 （南海放送） |

### 第25回（1999年度）・第26回（2000年度）
| 回数                | テレビ | テレビ | テレビ | ラジオ | ラジオ | ラジオ | CM | CM | 活動 |
| 回数                | 読み・ナレーション | 実況・フリートーク | 実況・フリートーク | 読み・ナレーション | 実況・フリートーク                                                                                                 | 実況・フリートーク                                                                                                 | CM | CM | 活動 |
| ------------------- | --- | --- | --- | --- | --- | --- | --- | --- | --- |
| 第25回 （1999年度） | 堀井美香 （東京放送） 土屋真紀 （テレビユー山形） 石田敦子 （毎日放送） 坂口育子 （山陰放送） 植田美千代 （南日本放送） | 本田史郎 （熊本放送） 加藤久智 （IBC岩手放送） 國本良博・上田朋子・ 田村浩子（静岡放送） 高田寛之 （中部日本放送） 横山雄二 （中国放送） | 本田史郎 （熊本放送） 加藤久智 （IBC岩手放送） 國本良博・上田朋子・ 田村浩子（静岡放送） 高田寛之 （中部日本放送） 横山雄二 （中国放送） | 田村英一 （北海道放送） 大柴堅志 （山梨放送） 太田元治 （朝日放送） 松嶋信之 （山陽放送） 金城まり子 （琉球放送）              | 初田啓介 （東京放送） 秋山裕靖 （山形放送） 蜂谷薫 （毎日放送） 長谷川努 （中国放送） 茅野正昌 （RKB毎日放送）     | 初田啓介 （東京放送） 秋山裕靖 （山形放送） 蜂谷薫 （毎日放送） 長谷川努 （中国放送） 茅野正昌 （RKB毎日放送）     | 小川真由美 （ラジオ福島） 秋沢淳子・新タ悦男 （東京放送） 重盛政史 （福井放送） 中村緑・和田季子・ 山根伸志（山陰放送） 田辺令吉 （南日本放送）                 | 小川真由美 （ラジオ福島） 秋沢淳子・新タ悦男 （東京放送） 重盛政史 （福井放送） 中村緑・和田季子・ 山根伸志（山陰放送） 田辺令吉 （南日本放送）                 | IBC岩手放送 （アナウンサー一同） 宇野淑子・浦口直樹 （東京放送） 鳴尾健・岩本和弘・ 川島秀成（福井放送） 山陰放送 （アナウンサー一同） 熊本放送 （アナウンサー一同） |
| 第26回 （2000年度） | 近藤美矩 （東京放送） 中野文恵 （東北放送） 田丸一男 （毎日放送） 宇田川修一 （山陰放送） 田中みずき （RKB毎日放送）    | 石川顯☆ （東京放送） 中野知美 （テレビユー福島） 上泉雄一 （毎日放送） 宗像総一郎 （中国放送） 田中正訓 （宮崎放送）                     | 石川顯☆ （東京放送） 中野知美 （テレビユー福島） 上泉雄一 （毎日放送） 宗像総一郎 （中国放送） 田中正訓 （宮崎放送）                     | 山原玲子 （中国放送） 赤城敏正・飛田悦子 （北海道放送） 外川智恵子 （山梨放送） 西野義和 （朝日放送） 斎藤絹子 （RKB毎日放送） | 赤城敏正 （北海道放送） 鏡田辰也 （ラジオ福島） 小島慶子 （東京放送） 河内真 （高知放送） 櫻井浩二 （RKB毎日放送） | 赤城敏正 （北海道放送） 鏡田辰也 （ラジオ福島） 小島慶子 （東京放送） 河内真 （高知放送） 櫻井浩二 （RKB毎日放送） | 西靖・大月勇 （毎日放送） 田宮陽子・卓田和広 （北海道放送） 秋沢淳子・小林豊 （東京放送） 板井文昭・宇田川修一 （山陰放送） 宮城麻里子・狩俣倫太郎 （琉球放送） | 西靖・大月勇 （毎日放送） 田宮陽子・卓田和広 （北海道放送） 秋沢淳子・小林豊 （東京放送） 板井文昭・宇田川修一 （山陰放送） 宮城麻里子・狩俣倫太郎 （琉球放送） | 夏目浩光 （青森放送） 小笠原保子 （東京放送） 小堀勝啓 （中部日本放送） 毎日放送 （アナウンサー室） 和田敦子 （テレビ高知） 宮崎放送（放送部 アナウンサー一同）      |

### 第27回（2001年度） - 第31回（2005年度）
| 回数                | テレビ | テレビ | テレビ | ラジオ | ラジオ | ラジオ | CM | スポーツ実況 | 活動 |
| 回数                | 読み・ナレーション | フリートーク | フリートーク | 読み・ナレーション | フリートーク | フリートーク | CM | スポーツ実況 | 活動 |
| ------------------- | --- | --- | --- | --- | --- | --- | --- | --- | --- |
| 第27回 （2001年度） | 海原みどり （大分放送） 藤沢智子 （東北放送） 堀井美香 （東京放送） 石田敦子・西靖 （毎日放送） 横溝洋一郎 （テレビ山口）   | 垣花章 （琉球放送） 高橋薫 （青森テレビ） 安住紳一郎 （東京放送） 上泉雄一 （毎日放送） 谷口篤史 （山陰放送）                                         | 垣花章 （琉球放送） 高橋薫 （青森テレビ） 安住紳一郎 （東京放送） 上泉雄一 （毎日放送） 谷口篤史 （山陰放送）                                         | 本田史郎 （熊本放送） 大塚富夫・吉田瑞穂 （IBC岩手放送） 長峰由紀 （東京放送） 井上寿美枝・ 重盛政史 （福井放送） 浜家輝雄 （山陽放送） | 山内要一 （北海道放送） 石塚かおり （新潟放送） 若狭敬一 （中部日本放送） 井津葉子 （高知放送） 木戸宏美・藤田敏行 （南日本放送） | 山内要一 （北海道放送） 石塚かおり （新潟放送） 若狭敬一 （中部日本放送） 井津葉子 （高知放送） 木戸宏美・藤田敏行 （南日本放送） | 谷口篤史・宇田川修一・ 山根伸志・木野村尚子 （山陰放送） 田添菜穂子 （東北放送） 浦口直樹・秋沢淳子・ 堀井美香（東京放送） 長嶋賢一朗 （朝日放送） 粉川真一 （宮崎放送） | 伊藤史隆☆ （朝日放送） 小川栄一 （ラジオ福島） 清水大輔 （東京放送） 長谷川努 （中国放送） 本田史郎 （熊本放送） | ラジオ福島 （アナウンサー一同） 田巻直子 （新潟放送） 田丸一男ほか （毎日放送） 大分放送 （女性アナウンサー一同）                      |
| 第28回 （2002年度） | 若生哲旺 （東北放送） 近藤丈靖 （新潟放送） 西靖 （毎日放送） 浜家輝雄 （山陽放送） 采野吉洋 （南日本放送）                 | 加藤由香 （中部日本放送） 根本美緒 （東北放送） 坂橋克明 （信越放送） 伊賀透浩 （テレビ山口） 茅野正昌・田中みずき 櫻井浩二・田畑竜介 （RKB毎日放送） | 加藤由香 （中部日本放送） 根本美緒 （東北放送） 坂橋克明 （信越放送） 伊賀透浩 （テレビ山口） 茅野正昌・田中みずき 櫻井浩二・田畑竜介 （RKB毎日放送） | 郡和子 （東北放送） 丸山隆之 （信越放送） 大八木友之 （毎日放送） 戒田節子 （南海放送） 山田邦博 （熊本放送）                           | 井上凱文 （山陽放送） 藤沢智子 （東北放送） 生田明子 （信越放送） 伊東正治 （毎日放送） 村山仁志 （長崎放送）                     | 井上凱文 （山陽放送） 藤沢智子 （東北放送） 生田明子 （信越放送） 伊東正治 （毎日放送） 村山仁志 （長崎放送）                     | 小堀勝啓 （中部日本放送） 古池雄・落合こず恵 （青森放送） 坂橋克明・生田明子 （信越放送） 本名正憲 （中国放送） 柳卓 （琉球放送）                                        | 初田啓介 （東京放送） 佐藤修 （東北放送） 清水次郎 （朝日放送） 北尾好孝 （四国放送） 茅野正昌 （RKB毎日放送）   | 夏目浩光 （青森放送） 毎日放送 （アナウンサー室） 柳卓 （琉球放送）                                                                    |
| 第29回 （2003年度） | 國本良博 （静岡放送） 赤城敏正 （北海道放送） 西靖 （毎日放送） 荒井由岐子 （山陰放送） 植田美千代・山田修作 （南日本放送） | 上泉雄一 （毎日放送） 結城晃一郎 （テレビユー山形） 丸山隆之 （信越放送） 小林章子 （山陽放送） 櫻井浩二 （RKB毎日放送）                              | 上泉雄一 （毎日放送） 結城晃一郎 （テレビユー山形） 丸山隆之 （信越放送） 小林章子 （山陽放送） 櫻井浩二 （RKB毎日放送）                              | 山原玲子 （中国放送） 青山友紀 （山形放送） 近藤丈靖 （新潟放送） 中橋かおり （中部日本放送） 斉藤絹子 （RKB毎日放送）                  | 石井亮次 （中部日本放送） 小川和幸 （北海道放送） 太田恒太郎 （信越放送） 浜家輝雄 （山陽放送） 本田史郎 （熊本放送）             | 石井亮次 （中部日本放送） 小川和幸 （北海道放送） 太田恒太郎 （信越放送） 浜家輝雄 （山陽放送） 本田史郎 （熊本放送）             | 荒井由岐子 （山陰放送） 小坂憲央・斉藤桃子・ 江橋摩美・横尾友栄 （山形放送） 向井政生 （東京放送） 岩本和弘 （福井放送） 坂田周大 （RKB毎日放送）                        | 林正浩☆ （東京放送） 田村修 （秋田放送） 松原宏樹 （朝日放送） 坂上俊次 （中国放送） 茅野正昌 （RKB毎日放送）    | 東北放送 （アナウンス部一同） 柏木宏之ほか （毎日放送） 中国放送 （アナウンス室一同） RKB毎日放送 （アナウンス部一同）                 |
| 第30回 （2004年度） | 田畑竜介 （RKB毎日放送） 江幡平三郎 （IBC岩手放送） 原田亜弥子 （静岡放送） 古川圭子 （毎日放送） 石田好伸 （山陽放送）     | 若狭敬一 （中部日本放送） 近藤肇 （北海道放送） 高木直人 （信越放送） 横溝洋一郎 （テレビ山口） 田辺令吉 （南日本放送）                               | 若狭敬一 （中部日本放送） 近藤肇 （北海道放送） 高木直人 （信越放送） 横溝洋一郎 （テレビ山口） 田辺令吉 （南日本放送）                               | 佐伯りさ （南海放送） 大塚富夫・吉田瑞穂 （IBC岩手放送） 近藤丈靖 （新潟放送） 森本栄浩 （毎日放送） 上岡信夫 （宮崎放送）              | 鏡田辰也 （ラジオ福島） 前田真宏 （山梨放送） 岩本和弘 （福井放送） 横山雄二 （中国放送） 竹内淳 （長崎放送）                     | 鏡田辰也 （ラジオ福島） 前田真宏 （山梨放送） 岩本和弘 （福井放送） 横山雄二 （中国放送） 竹内淳 （長崎放送）                     | 田巻直子 （新潟放送） 佐伯敏光・横尾友栄・ 小川香織（山形放送） 松井愛 （毎日放送） 桑本充悦 （山陰放送） 寄川淑仔・林田繁和 （長崎放送）                                | 大井健郎 （東北放送） 野路毅彦 （静岡放送） 蜂谷薫 （毎日放送） 坂上俊次 （中国放送） 松木圭介 （南日本放送）    | 佐々木瞳 （テレビユー山形） 新潟放送 （アナウンサー グループ） 大園康志 （中部日本放送） 滝沢忠孝 （山陽放送） 上野知子 （南日本放送） |
| 第31回 （2005年度） | 三島さやか （信越放送） 武田明子 （北海道放送） 中橋かおり （中部日本放送） 藤村伊勢 （中国放送） 福島絵美 （熊本放送）     | 横山雄二 （中国放送） 佐々木瞳 （テレビユー山形） 大石岳志 （静岡放送） 石井亮次 （中部日本放送） 林田繁和 （長崎放送）                               | 横山雄二 （中国放送） 佐々木瞳 （テレビユー山形） 大石岳志 （静岡放送） 石井亮次 （中部日本放送） 林田繁和 （長崎放送）                               | 荒井由岐子 （山陰放送） 古池雄・秋山博子 （青森放送） 飯塚敏文 （信越放送） 西川章久 （北陸放送） 本田史郎 （熊本放送）                 | 八木早希 （毎日放送） 三橋泰介 （東北放送） 丸山隆之 （信越放送） 桜井弘規 （中国放送） 川野武文 （宮崎放送）                     | 八木早希 （毎日放送） 三橋泰介 （東北放送） 丸山隆之 （信越放送） 桜井弘規 （中国放送） 川野武文 （宮崎放送）                     | 門田和弘・横尾友栄 （山形放送） 高木直人・久保田祥江 （信越放送） 重盛政史 （福井放送） 木野村尚子・桑本充悦 （山陰放送） 佐藤利恵・大倉聡・ 林田繁和（長崎放送）        | 赤木誠 （毎日放送） 松尾武 （東北放送） 星野一弘 （新潟放送） 石橋真 （中国放送） 茅野正昌 （RKB毎日放送）       | 夏目浩光 （青森放送） 毎日放送 （アナウンサー室 災害報道研究班） 中国放送 （アナウンス室） 長崎放送 （アナウンス部）                   |

### 第32回（2006年度） - 第43回（2017年度）
| 回数                | テレビ | テレビ                                                                                          | テレビ                                                                                          | ラジオ                                                                                       | ラジオ                                                                                           | ラジオ | CM | CM | 活動 |
| 回数                | 読み・ナレーション                                                                                                | フリートーク                                                                                    | スポーツ実況                                                                                    | 読み・ナレーション                                                                           | フリートーク                                                                                     | スポーツ実況 | CM | CM | 活動 |
| ------------------- | --- | ----------------------------------------------------------------------------------------------- | ----------------------------------------------------------------------------------------------- | -------------------------------------------------------------------------------------------- | ------------------------------------------------------------------------------------------------ | --- | --- | --- | --- |
| 第32回 （2006年度） | 長峰由紀 （東京放送） 藤沢智子 （東北放送） 大八木友之 （毎日放送） 坂田周大 （RKB毎日放送）                      | 國本良博 （静岡放送） 小林豊 （東京放送） 森合康行 （中部日本放送） 今脇聡子 （山陽放送）       | 土井敏之 （東京放送） 森本栄浩 （毎日放送） 茅野正昌 （RKB毎日放送）                            | 伊藤圭介 （静岡放送） 宮部和裕 （中部日本放送） 吉田幸 （中国放送） 本田史郎 （熊本放送）    | 岩本和弘 （福井放送） 滝沢忠孝 （山陽放送） 宇田川修一 （山陰放送）                              | 清水次郎 （朝日放送） 清水大輔 （東京放送） 坂上俊次 （中国放送）                                                            | 小堀勝啓・丸山蘭那 （中部日本放送） 大田裕樹 （山陰放送） 柳卓・山野本竜規 （琉球放送）                                         | 小堀勝啓・丸山蘭那 （中部日本放送） 大田裕樹 （山陰放送） 柳卓・山野本竜規 （琉球放送）                                         | 菊池幸見 （IBC岩手放送） 今村政司 （静岡放送） 丹野みどり （中部日本放送） 木村和也 （熊本放送）                             |
| 第33回 （2007年度） | 本名正憲 （中国放送） 三橋泰介 （東北放送） 大石岳志 （静岡放送）                                                 | 上泉雄一☆ （毎日放送） 村津孝仁 （大分放送）                                                    | 守屋周 （東北放送） 土井敏之 （東京放送） 小嶋優 （テレビ山梨） 村山耕一 （宮崎放送）           | 堀井美香 （東京放送） 藤沢智子 （東北放送） 秋山陽子 （高知放送）                            | 安住紳一郎 （東京放送） 石川太郎 （東北放送） 大和田新 （ラジオ福島） 谷戸礼子 （福井放送）      | 山下剛 （朝日放送） | 沢朋宏 （中部日本放送） 佐伯敏光・山本浩一・ 小川香織（山形放送） 石橋輝明・阿部彩子 （北海道放送） 清水大輔 （東京放送）       | 沢朋宏 （中部日本放送） 佐伯敏光・山本浩一・ 小川香織（山形放送） 石橋輝明・阿部彩子 （北海道放送） 清水大輔 （東京放送）       | IBC岩手放送 （有志） |
| 第34回 （2008年度） | 山崎昭夫 （信越放送） 前原智子 （北陸放送） 桑本充悦 （山陰放送）                                                 | 奥村奈穂美 （IBC岩手放送） 田巻直子 （新潟放送） 田畑竜介 （RKB毎日放送）                       | 林正浩 （東京放送） 岡村久則 （静岡放送） 馬野雅行 （毎日放送） 水分貴雅 （中部日本放送）       | 加藤久智 （IBC岩手放送） 三島さやか （信越放送） 福島絵美 （熊本放送）                       | 神山浩樹 （IBC岩手放送） 宮部和裕 （中部日本放送） 村津孝仁・ 小野亜希子 （大分放送）            | 高田寛之 （中部日本放送） 守屋周 （東北放送） 清原正博 （東京放送） 小縣裕介 （朝日放送）                                    | 清水春樹・奥富亮子・ 石田好伸（山陽放送） 田中友英・武田早絵・ 安田瑞代 （RKB毎日放送）                                         | 清水春樹・奥富亮子・ 石田好伸（山陽放送） 田中友英・武田早絵・ 安田瑞代 （RKB毎日放送）                                         | 松井賢治 （大分放送） 八木早希 （毎日放送）                                                                                  |
| 第35回 （2009年度） | 田中みずき （RKB毎日放送） 石塚かおり （新潟放送）                                                                | 林田繁和 （長崎放送）                                                                           | 金山泉 （毎日放送） 初田啓介 （TBSテレビ） 櫻井浩二 （RKB毎日放送）                             | 渡辺美香 （中部日本放送） 荒井由岐子 （山陰放送） 寄川淑子 （長崎放送）                      | 浦川泰幸 （朝日放送） 江刺伯洋 （南海放送）                                                      | 服部義夫 （RKB毎日放送） 田村修 （秋田放送） 中村秀昭 （TBSテレビ） 松尾武 （東北放送） 榎本真也 （四国放送 「新人奨励賞」） | 戒田節子 （南海放送） 岩本和弘 （福井放送） 本田史郎・福島絵美 （熊本放送） 山内あゆ （TBSテレビ）                              | 戒田節子 （南海放送） 岩本和弘 （福井放送） 本田史郎・福島絵美 （熊本放送） 山内あゆ （TBSテレビ）                              | 戒田節子 （南海放送） |
| 第36回 （2010年度） | 田中みずき （RKB毎日放送） 渡辺美香 （中部日本放送） 和田敦子 （テレビ高知） 国司憲一郎 （山陽放送 「審査員賞」） | 大石邦彦 （中部日本放送） 友成由紀 （長崎放送）                                                 | 土井敏之 （TBSテレビ） 岡村久則 （静岡放送） 櫻井浩二 （RKB毎日放送）                           | 原香織里 （山梨放送） 村津孝仁 （大分放送） 大田祐樹 （山陰放送）                            | 照井健 （IBC岩手放送） 渡辺陽子 （北海道放送） 宮部和裕 （中部日本放送） 喜多ゆかり （朝日放送） | 高橋知幸☆ （新潟放送） 仙田和吉 （毎日放送） 枝松順一 （朝日放送）                                                           | 實石あづさ （新潟放送） 川島秀成 （福井放送） 小林章子 （山陽放送） 工藤由美 （大分放送）                                       | 實石あづさ （新潟放送） 川島秀成 （福井放送） 小林章子 （山陽放送） 工藤由美 （大分放送）                                       | 宮崎放送 （アナウンス部） RKB毎日放送 （アナウンス部）                                                                       |
| 第37回 （2011年度） | 植田美千代 （南日本放送） 小田切いくみ （テレビ山梨） 西美香（チューリップ テレビ） 田中みずき （RKB毎日放送）    | 土井敏之 （TBSテレビ） 加藤由香 （中部日本放送） 福島暢啓 （毎日放送） 林田繁和 （長崎放送）    | 新タ悦男 （TBSテレビ） 高田寛之 （中部日本放送） 井上雅雄 （毎日放送） 櫻井浩二 （RKB毎日放送） | 岡元昇 （朝日放送） 狩俣倫太郎 （琉球放送）                                                  | 林田繁和・ 村山仁志 （長崎放送） 神山浩樹 （IBC岩手放送） 沢朋宏 （中部日本放送）                | 近藤亨 （毎日放送） 高野純一 （朝日放送） 松木圭介 （南日本放送）                                                            | 近藤丈晴 （新潟放送） 松井愛・田丸一男 （毎日放送） 古山かおり （南日本放送）                                                   | 近藤丈晴 （新潟放送） 松井愛・田丸一男 （毎日放送） 古山かおり （南日本放送）                                                   | IBC岩手放送 （アナウンス部有志） 南日本放送 （アナウンス部 「審査員特別賞」） IBC岩手放送 東北放送 ラジオ福島 テレビユー福島 |
| 第38回 （2012年度） | 山崎英樹 （北海道放送） 渡辺美香 （中部日本放送） 伊藤文 （中国放送） 美坂理恵 （南日本放送）                     | 蓮見孝之 （TBSテレビ） 山中真 （毎日放送） 田畑竜介 （RKB毎日放送）                             | 照井健☆ （IBC岩手放送） 茅野正昌 （RKB毎日放送）                                                | 田畑竜介 （RKB毎日放送） 筋野裕子 （青森放送） 佐伯りさ （南海放送） 上野知子 （南日本放送） | 岩本和弘 （福井放送） 国司憲一郎 （山陽放送）                                                    | 陣内倫洋 （山形放送） 喜谷知純 （新潟放送）                                                                                  | 秋山博子 （青森放送） 渡辺美香 （中部日本放送）                                                                                 | 秋山博子 （青森放送） 渡辺美香 （中部日本放送）                                                                                 | 新潟放送 （アナウンス部） 北陸放送 （アナウンス部） 長崎放送 （アナウンス部）                                                |
| 第39回 （2013年度） | 川瀬裕子 （北陸放送） 美坂理恵 （南日本放送）                                                                     | 若狭敬一 （中部日本放送）                                                                       | 佐藤文康 （TBSテレビ） 仙田和吉 （毎日放送） 高田寛之 （中部日本放送）                          | 鮫島大史 （青森放送） 大木瞳美 （山形放送） 小林章子 （山陽放送）                            | 茅野正昌☆ （RKB毎日放送）                                                                        | 喜谷知純 （新潟放送） 安井成行 （長崎放送）                                                                                  | 佐伯りさ （南海放送） 丸山隆之・中澤佳子・ 坂橋克明（信越放送） 岡田裕介 （南日本放送）                                         | 佐伯りさ （南海放送） 丸山隆之・中澤佳子・ 坂橋克明（信越放送） 岡田裕介 （南日本放送）                                         | 熊本放送 （放送部） |
| 第40回 （2014年度） | 佐々木永恵 （テレビユー山形） 美坂理恵 （南日本放送）                                                             | 荒井美由起 （東北放送） 蓮見孝之 （TBSテレビ） 福島暢啓 （毎日放送）                            | 小笠原亘 （TBSテレビ） 井上雅雄 （毎日放送）                                                    | 関知子 （宮崎放送） 古川枝里子 （CBCテレビ） 高井美紀 （毎日放送） 遠藤寛子 （山陽放送）     | 山中真 （毎日放送） 石橋真 （中国放送）                                                          | | 堀井美香 （TBSテレビ） | 堀井美香 （TBSテレビ） | |
| 第41回 （2015年度） | 山内あゆ （TBSテレビ） 石田好伸 （山陽放送） 田中みずき （RKB毎日放送）                                           | 中澤佳子 （信越放送） 駒田健吾 （TBSテレビ） 佐藤けい （テレビ山口） 田中みずき （RKB毎日放送） | 初田啓介☆ （TBSテレビ） 近藤亨 （毎日放送） 田中友英 （RKB毎日放送） 山﨑雄樹 （熊本放送）      | 室谷香菜子 （北海道放送） 佐伯りさ （南海放送） 福島絵美 （熊本放送）                        | 佐藤旬子 （四国放送） 守屋周 （東北放送） 佐伯敏光・小川香織 （山形放送）                        | 櫻井和明 （山梨放送） 高野純一 （朝日放送） 田中友英 （RKB毎日放送）                                                         | 吉岡秀樹・三浦実夏 （山梨放送） 福島彩乃 （北陸放送） 原口奈菜 （南日本放送 「新人奨励賞」）                                    | 吉岡秀樹・三浦実夏 （山梨放送） 福島彩乃 （北陸放送） 原口奈菜 （南日本放送 「新人奨励賞」）                                    | 神山浩樹 （IBC岩手放送） CBCテレビ （アナウンス部） 毎日放送 （アナウンサー室） 本田史郎 （熊本放送）                        |
| 第42回 （2016年度） | 石田好伸 （山陽放送） 粉川真一 （宮崎放送）                                                                       | 丸山隆之 （信越放送） 石井大裕 （TBSテレビ） 宮脇憲一 （RKB毎日放送）                           | 高田寛之 （CBCテレビ） 金山泉 （毎日放送）                                                      | 水野晶子 （毎日放送） 酒井茉耶 （秋田放送） 松下香織 （山形放送） 田巻直子 （新潟放送）      | 宮部和裕 （CBCテレビ） 山中真・ 上泉雄一 （毎日放送） 龍山康朗 （RKB毎日放送）                   | 伊藤隆佑 （TBSテレビ） 吉永龍司 （山梨放送） 西村俊仁 （CBCテレビ）                                                          | 陣内倫洋・青山友紀・ 山本浩一（山形放送） 吉永龍司・櫻井和明・ 海野紀恵（山梨放送） 松本麻衣子・田丸一男・ 武川智美（毎日放送） | 陣内倫洋・青山友紀・ 山本浩一（山形放送） 吉永龍司・櫻井和明・ 海野紀恵（山梨放送） 松本麻衣子・田丸一男・ 武川智美（毎日放送） | 戒田節子 （南海放送） |
| 第43回 （2017年度） | 美坂理恵 （南日本放送） 近藤丈晴 （新潟放送）                                                                     | 大吉洋平 （毎日放送） 佐藤巧 （RKB毎日放送） 大石邦彦 （CBCテレビ）                             | 赤木誠 （毎日放送） 宮部和裕 （CBCテレビ）                                                      | 田中みずき （RKB毎日放送） 石井亮次 （CBCテレビ） 堀井美香 （TBSテレビ）                     | 石田好伸 （山陽放送） 狩俣倫太郎 （琉球放送）                                                    | 櫻井浩二 （RKB毎日放送） 仙田和吉 （毎日放送） 北尾博伸 （和歌山放送）                                                       | 北村真平 （朝日放送） 木野村尚子・森谷佳奈ほか （山陰放送） 坂部友宏・黒崎貴之・ 田中碧・石塚かおり （新潟放送）                | 北村真平 （朝日放送） 木野村尚子・森谷佳奈ほか （山陰放送） 坂部友宏・黒崎貴之・ 田中碧・石塚かおり （新潟放送）                | 大田祐樹 （山陰放送） |

### 第44回（2018年度）以降
| 回数                | テレビ                                                                 | テレビ                                                                    | テレビ                                                                                 | ラジオ                                                                         | ラジオ                                                                      | ラジオ                                                               | CM | 新人奨励賞                                                             | 活動                                                                      |
| 回数                | 読み・ナレーション                                                     | フリートーク                                                              | スポーツ実況                                                                           | 読み・ナレーション                                                             | フリートーク                                                                | スポーツ実況                                                         | CM | 新人奨励賞                                                             | 活動                                                                      |
| ------------------- | ---------------------------------------------------------------------- | ------------------------------------------------------------------------- | -------------------------------------------------------------------------------------- | ------------------------------------------------------------------------------ | --------------------------------------------------------------------------- | -------------------------------------------------------------------- | --- | ---------------------------------------------------------------------- | ------------------------------------------------------------------------- |
| 第44回 （2018年度） | 坂部友宏 （新潟放送） 松本麻衣子 （毎日放送）                          | 杉山真也 （TBSテレビ） 小林康秀 （中国放送）                              | 伊藤隆佑 （TBSテレビ） 近藤亨 （毎日放送）                                             | 川瀬裕子 （北陸放送） 筋野裕子 （青森放送） 池尻和佳子 （RKB毎日放送）         | 保岡栄二 （四国放送） 蓮見孝之 （TBSテレビ） 石田佳世 （高知放送）          | 河本光正 （毎日放送） 和泉義治 （山梨放送）                          | 松下香織 （山形放送） 池尻和佳子 （RKB毎日放送）                                                                                     | 長谷川拳杜 （IBC岩手放送） 田中優奈 （CBCテレビ）                      | 毎日放送 （アナウンサー室「チーム災害報道」） 南日本放送 （アナウンス部） |
| 第45回 （2019年度） | 渡辺美香 （CBCテレビ） 中根夕希 （中国放送）                           | 亀井希生☆・近藤亨☆ （毎日放送） 永岡歩 （CBCテレビ）                      | 金山泉 （毎日放送）                                                                    | 福島暢啓 （毎日放送） 南部志穂 （CBCテレビ）                                   | 沢朋宏 （CBCテレビ） 岩﨑弘志 （南日本放送）                                | 西村俊仁 （CBCテレビ） 小嶋健太 （静岡放送）                         | 松本麻衣子 （毎日放送） | 光山雄一朗 （CBCテレビ） 鎌田宏夢 （琉球放送） 保坂友美子 （北陸放送） | 福本晋悟 （毎日放送）                                                     |
| 第46回 （2020年度） | 末永安佳梨 （南日本放送） 上田悦子・井上雅雄・ 松本麻衣子 （毎日放送） | 山中真 （毎日放送） 杉山真也 （TBSテレビ） 三石佳那 （新潟放送）          | 坂上俊次 （中国放送） 井上雅雄 （毎日放送） 江田亮 （CBCテレビ） 黒崎貴之 （新潟放送） | 本庄麻里子☆ （RKB毎日放送） 加藤由香 （CBCテレビ）                             | 西村麻子 （毎日放送） 若狭敬一 （CBCテレビ） 三好ジェームス （RKB毎日放送） | 茅野正昌 （RKB毎日放送） 近藤亨 （毎日放送） 高田寛之 （CBCテレビ）  | 藤林温子 （毎日放送） 小松千絵 （山梨放送） 佐藤巧 （RKB毎日放送）                                                                   | 牛島可南子 （山形放送） 税所ひかる （和歌山放送）                      | 長崎放送 （アナウンサー一同）                                             |
| 第47回 （2021年度） | 佐藤巧 （RKB毎日放送） 夏目みな美 （CBCテレビ）                        | 岩﨑弘志 （南日本放送） 大石邦彦 （CBCテレビ）                            | 新タ悦男☆ （TBSテレビ） 浅見智 （IBC岩手放送） 片野達朗 （琉球放送）                   | 古川枝里子 （CBCテレビ） 吉崎ちひろ （青森放送） 小川香織 （山形放送）         | 江田亮・榊原悠介 （CBCテレビ）                                              | 金山泉 （毎日放送） 田中友英 （RKB毎日放送） 小川栄一 （ラジオ福島） | 佐藤香 （青森テレビ） 中川智美 （和歌山放送）                                                                                        | 齊藤初音 （CBCテレビ） 渡辺敬大 （大分放送）                           | 大石邦彦 （CBCテレビ）                                                    |
| 第48回 （2022年度） | 坂田周大☆ （RKB毎日放送） 松川浩子 （毎日放送） 近江由佳 （静岡放送）  | 大吉洋平 （毎日放送） 光山雄一朗 （CBCテレビ） 本庄麻里子 （RKB毎日放送） | 井上雅雄 （毎日放送） 宮武将吾 （RSK山陽放送） 瀬藤亮太 （宮崎放送）                   | 坂田周大 （RKB毎日放送） 酒井茉耶 （秋田放送） 松下香織・小坂憲央 （山形放送） | 佐塚崇恭 （山形放送）                                                       | 熊崎風斗 （TBSテレビ） 近藤亨 （毎日放送） 渡辺敬大 （大分放送）     | 西美香 （チューリップテレビ） 石田好伸・奥富亮子・ 國司憲一郎 （RSK山陽放送） 山﨑彩奈・佐々木一朗・ 平山未夢・中澤佳子 （信越放送） | 小沢光葵 （TBSテレビ）                                                 | CBCテレビ （アナウンス部） 佐伯りさ （南海放送）                          |
| 第49回 （2023年度） | 福居万里子 （熊本放送） 関岡香 （毎日放送） 下田文代 （RKB毎日放送）   | 井上貴博☆ （TBSテレビ） 岩崎宏志 （南日本放送） 永岡歩 （CBCテレビ）      | 南波雅俊 （TBSテレビ） 片野達朗 （琉球放送） 高田寛之 （CBCテレビ）                    | 宮部和裕 （CBCテレビ） 西村麻子 （毎日放送）                                   | 蓮見孝之 （TBSテレビ） 武田和歌子 （朝日放送テレビ） 山内彩加 （CBCテレビ） | 山下剛 （朝日放送テレビ） 伊東平 （中国放送）                        | 武田早絵・坂田周大 （RKB毎日放送） 山内彩加・渡辺美香 （CBCテレビ）                                                                  | 佐藤楠大 （CBCテレビ）                                                 | 大分放送 （アナウンス部）                                                 |